# Giovanni Antonio da Faye
Giovanni Antonio da Faie o di Faye (Malgrate (Villafranca in Lunigiana), 1º gennaio 1409 – Bagnone, 6 settembre 1470) è stato un storiografo e poeta italiano.

## Biografia
Dopo un'infanzia "difficile", in quanto orfano sia di padre dalla nascita che di madre a dieci anni, caratterizzata da lavori diversi (calzolaio e sarto) e spostamenti vari (Bagnone, Pontremoli, Lucca, Borgo a Mozzano, Pisa), decise di intraprendere la carriera di speziale, aprendo nel 1428 una bottega nel luogo natio. 
L'avviamento della sua attività fu lento e complesso, reso tale dalla concorrenza, dalla malattia, da un arresto, ma ciò non gli impedì di formarsi una famiglia e, tra gli anni trenta e quaranta, di consolidare una posizione, sebbene successive alterne vicende lo costrinsero più volte ad allontanarsi da (e a far rientro a) Bagnone. 
Tale esperienza è dallo stesso Di Faye narrata in un'autobiografia coeva, ma pubblicata soltanto nel 1904 per cura di Giovanni Sforza, che è stata variamente studiata in ambiti diversi, linguistico e medievalistico, e per tematiche legate al microcosmo familiare, quali il dolore del lutto e i riti connessi alla morte. 
È stato anche autore di una Cronaca, anch'essa pubblicata postuma secoli dopo (1874), in cui riprende argomenti dell'autobiografia, intercalandoli con fatti e vicende registratisi a Bagnone, prestando particolare attenzione ai suoi ceti e a inusuali avvenimenti a carattere atmosferico.
Morto nel 1470 è sepolto nell'Oratorio del Castello Malaspina di Bagnone. La sua lapide sepolcrale, un tempo posta sul pavimento, è esposta sul muro a sinistra per chi entra nella Chiesa.

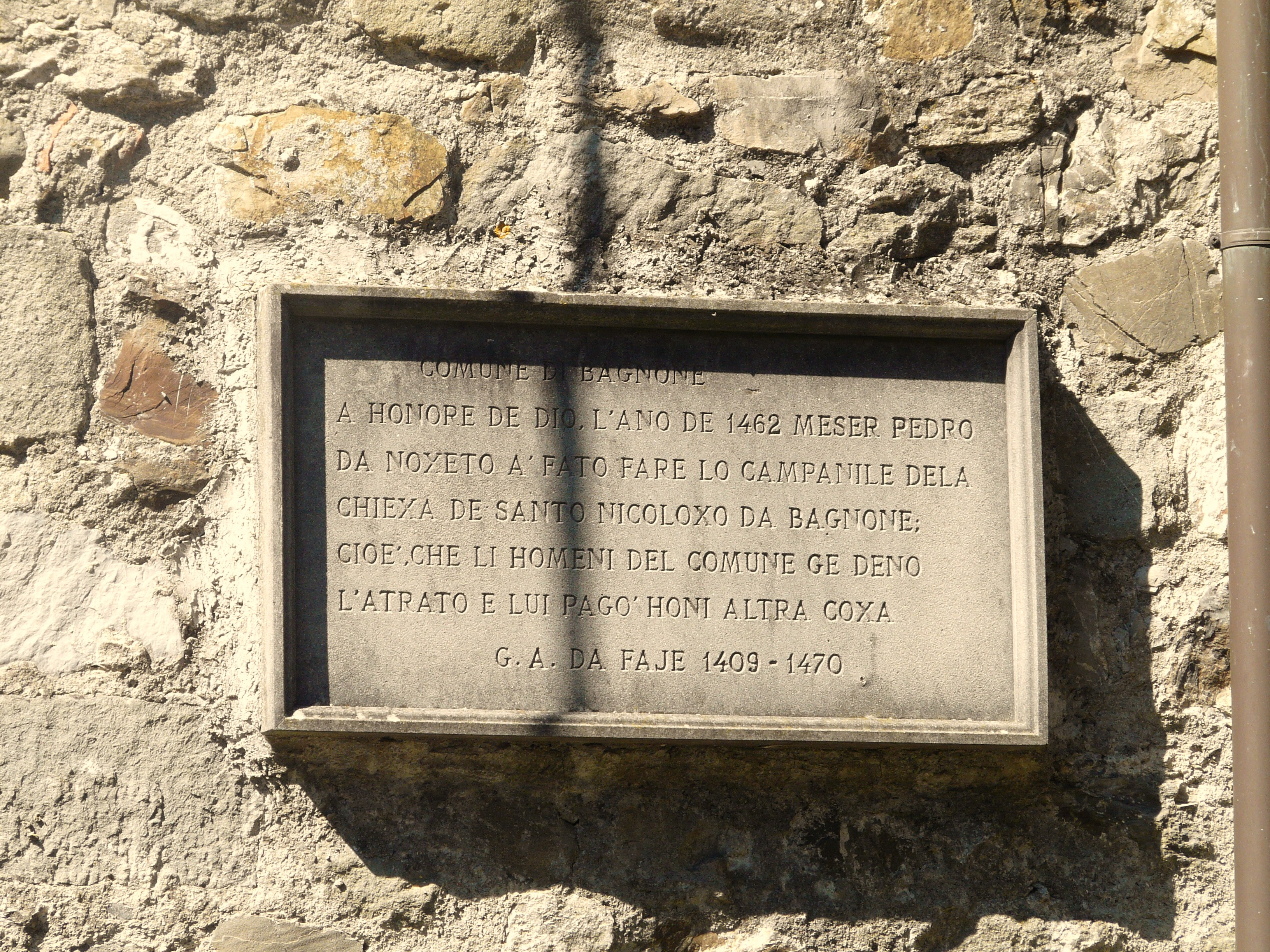
Dalla Cronaca di Giovanni da Faye
Chiesa di San Niccolò, Bagnone